# Spathiphyllum montanum
Spathiphyllum montanum là một loài thực vật có hoa trong họ Ráy (Araceae). Loài này được (R.A.Baker) Grayum miêu tả khoa học đầu tiên năm 1997.

## Hình ảnh

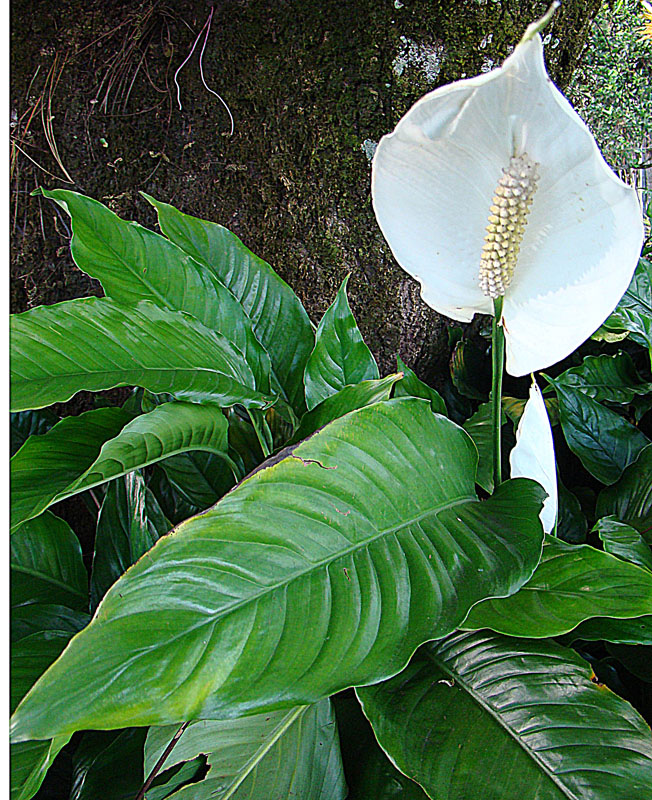